# بلو لیک جانکشن (کالیفرنیا)
بلو لیک جانکشن (به انگلیسی: Blue Lake Junction) یک منطقهٔ مسکونی در ایالات متحده آمریکا است که در شهرستان کالاوراس، کالیفرنیا واقع شده‌است. بلو لیک جانکشن ۱٬۲۵۰ متر بالاتر از سطح دریا واقع شده‌است.